# Mount Irízar
Der Mount Irízar ist ein Berg auf Deception Island im Archipel der Südlichen Shetlandinseln.
Die Benennung geht vorgeblich auf russische Wissenschaftler zurück. Wahrscheinlicher ist dagegen eine Benennung durch argentinische Wissenschaftler nach Julián Irízar (1869–1935), Kapitän der argentinischen Korvette Uruguay, die bei der Rettung der gestrandeten Teilnehmer der Schwedischen Antarktisexpedition (1901–1903) zum Einsatz kam.